# Koen de Groot
Koen de Groot (17 februari 2004) is een Nederlandse wedstrijdzwemmer die uitkomt voor TeamNL en de KNZB. Hij specialiseert zich in de schoolslag en vestigde in juni 2025 een Nederlands record op de 50 meter schoolslag tijdens de WK-trials in Amersfoort.

## Carrière
In 2025 nam De Groot deel aan het wereldkampioenschap zwemmen in Singapore, waar hij uitkwam op de sprintnummers schoolslag. Hij verbeterde het nationale record op de 50 meter schoolslag tot 26,71 seconden.

## Resultaten internationale kampioenschappen
| Jaar | WK langebaan                   | WK kortebaan                              | EK langebaan                                      | EK kortebaan | NK                                       |
| ---- | ------------------------------ | ----------------------------------------- | ------------------------------------------------- | ------------ | ---------------------------------------- |
| 2025 | 50m schoolslag – 7e 26,71 (NR) | –                                         | –                                                 | –            | 50m schoolslag – 1e 100m schoolslag – 2e |
| 2024 | –                              | 50m schoolslag – 9e 100m schoolslag – 22e | –                                                 | –            | 50m schoolslag – 1e 100m schoolslag – 1e |
| 2023 | –                              | –                                         | LEN U23: 50m schoolslag – 2e 100m schoolslag – 2e | –            | 50m schoolslag – 1e 100m schoolslag – 1e |

## Records
- Nederlands record 50m schoolslag – 26,71 sec (2025)[2]